# Gian Trepp
Gian Trepp (* 31. Mai 1947 in Zürich) ist ein Schweizer Journalist, Buchautor und Strategieberater.

## Leben
Gian Trepp verbrachte seine Jugend als Wirtesohn im Restaurant Krokodil und im Restaurant Vorbahnhof in den Zürcher Stadtkreisen 4 und 5. Nach der Matur an der Kantonsschule Freudenberg und einer einjährigen Weltreise studierte er ab 1968 Wirtschaftswissenschaften an der Universität Zürich. Er war Aktivist der 68er-Bewegung und hat Beiträge für damalige Alternativmedien verfasst. Nach dem Studienabschluss als Lic. oec. im Jahr 1974 ging Gian Trepp bis 1977 als Mitglied einer linksrevolutionären Gruppe als Arbeiter in eine Fabrik. Seither ist er als freier Journalist, Buchautor und Berater tätig.
1987 veröffentlichte Gian Trepp das erste von mehreren Büchern.
Seit Ende der 1980er-Jahre publizieren neben der WOZ Die Wochenzeitung und anderen Alternativmedien auch etablierte Zeitungen Beiträge von Gian Trepp. Sie erscheinen unter anderen in der Neuen Zürcher Zeitung, im Tages-Anzeiger, im Magazin, in der Sonntagszeitung, in der Weltwoche, in der Zeit, in der Süddeutschen Zeitung und im Liechtensteiner Vaterland. Zudem trat Trepp in in- und ausländischen Fernseh- und Radiosendungen auf. Seine Arbeiten wurden auf Englisch, Französisch, Italienisch und Japanisch übersetzt.
Von 1996 bis 1999 erforschte Gian Trepp zusammen mit Wolfgang Hafner im Auftrag des Schweizerischen Nationalfonds das Thema Geldwäscherei mit Derivaten.
Heute ist Gian Trepp vornehmlich als Strategieberater tätig. Und er moderiert den Video-Talk Das Tischgespräch.

## Veröffentlichungen
- Hohe Berge – enges Tal: die Geschichte meiner Vorfahren zurück bis zu den rätischen Walsern und deren Ahnen aus dem Oberwallis, Zürich 2018, ISBN 978-1-985828-64-3.
- Bertelsmann – Eine deutsche Geschichte, Unionsverlag, Zürich 2007, ISBN 978-3-293-00373-6.
- Finanzdrehscheibe der Regionen : eine Strategie für den Schweizer Finanzplatz aus Arbeitnehmersicht, Kaufmännischer Verband Zürich, 2007, ISBN 3-906607-44-5.
- Das Bankgeheimnis und die Zukunft des Schweizer Finanzplatzes, Kaufmännischer Verband Zürich, 2004 ISBN 3-906607-35-6.
- Islam Finanz, Kaufmännischer Verband Zürich, 2002, ISBN 3-906607-28-3.
- Vom schmutzigen Geld zum sauberen Kapital – Geldwäscherei und Globalisierung, Kaufmännischer Verband Zürich, 2001 ISBN 3-906607-20-8.
- Finanzplatz Schweiz ade?!, Kaufmännischer Verband Zürich, 2000, ISBN 3-906607-16-X.
- Swiss Connection, Neuaufl. Heyne, München 1999, ISBN 3-453-16469-5.
- Zentralbankkooperation bei der Bank für Internationalen Zahlungsausgleich im Zweiten Weltkrieg, In: Raubgold Reduit Flüchtlinge Zur Geschichte der Schweiz im Zweiten Weltkrieg, Chronos Verlag, 1998, ISBN 3-905312-56-5.
- Der Finanzplatz Schweiz im 2. Weltkrieg : Was wussten und tolerierten die Alliierten?, Kaufmännischer Verband Zürich/Zürcher Bankpersonalverband, 1997, ISBN 3-906607-15-1.
- Die neutrale Schweiz als Marktplatz für Nazideutsches Raubgut, In: Fluchtgelder, Raubgut und nachrichtenlose Vermögen, Schweizerisches Bundesarchiv, 1997, ISBN 3-9520503-6-9.
- Swiss Connection, Unionsverlag, 1996, ISBN 3-293-00205-6.
- Finanzderivate. Die Risiken (Wir Kaufleute). Kaufmännischer Verband, Zürich 1994, ISBN 3-906607-01-1 (zusammen mit Wolfgang Hafner).
- Bankgeschäfte mit dem Feind. Die Bank für Internationalen Zahlungsausgleich im Zweiten Weltkrieg; von Hitlers „Europabank“ zum Instrument des Marshallplans. Rotpunkt-Verlag, Zürich 1996, ISBN 3-85869-065-1.
- Ganz oben. 125 Jahre SBG. Limmat-Verlag, Zürich 1987, ISBN 3-85791-119-0. (Zusammen mit Res Strehle und Barbara Weyermann).